# São José (Ponta Delgada)
São José es una freguesia portuguesa perteneciente al concejo de Ponta Delgada, situado en la Isla de São Miguel, Región Autónoma de Azores. Posee un área de 3,89 km² y una población total de 5934 habitantes (2011). La densidad poblacional asciende a 1525,4 hab/km². Se encuentra a una latitud de 37ºN y una longitud 25ºO. La freguesia se encuentra a 2 m s. n. m.